# East Walton
East Walton is een civil parish in het bestuurlijke gebied King's Lynn en West Norfolk, in het Engelse graafschap Norfolk met 90 inwoners.

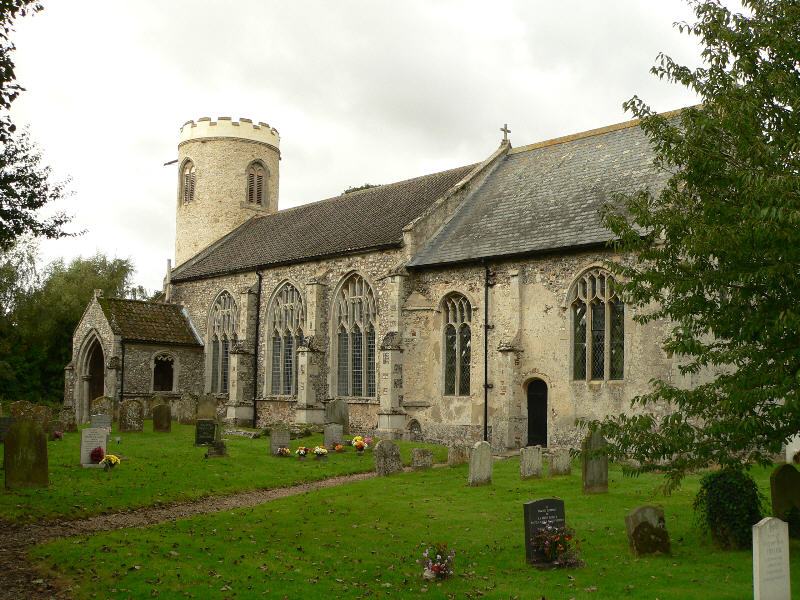
Kerk van East Walton